# Сероклинов, Виталий Николаевич
Вита́лий Никола́евич Серокли́нов (псевдоним Серафим; р. 18 марта 1970, Камень-на-Оби, Алтайский край) — российский писатель, колумнист, блогер, редактор. Заведующий отделом прозы журнала «Сибирские огни» (с 2011 по 2017), с декабря 2013-го по октябрь 2014 года — исполняющий обязанности главного редактора. Колумнист интернет-газеты «Взгляд» (2012—2014).

## Биография
Виталий Сероклинов родился 18 марта 1970 года в городе Камень-на-Оби (Алтайский край). Учился на механико-математическом факультете Новосибирского государственного университета, который не окончил. Работал грузчиком, слесарем, столяром, плотником, обходчиком, проводником, садчиком кирпичей, кровельщиком, продавцом, директором магазина, вышибалой, журналистом; занимался семейным бизнесом. Живёт в Новосибирске.
Писать начал в 37-летнем возрасте, записывая рассказы маленькой дочери и истории-воспоминания из собственного детства. Через год эти истории начали выходить в специальной программе «Радио России», и одновременно Сероклинов начал их публиковать под псевдонимом Серафим в «толстом» литературном журнале «Сибирские огни», женском глянцевом журнале Cosmopolitan и различных литературных альманахах.
Автор нескольких сборников рассказов. Публиковался в журналах «Новый мир», «Сибирские огни», «Урал», «Волга», «Бельские просторы», «Новый Берег», «Флорида», «Конец эпохи» и других. Опубликовавший подборки рассказов Виталия Сероклинова в 2013 и 2014 годах главный редактор журнала «Урал» Олег Богаев назвал Сероклинова в числе имён-открытий года.
Первый опубликованный в «толстом» литературном журнале рассказ Виталия Сероклинова попал в лонг-лист Премии имени Юрия Казакова. Первая книга Сероклинова «Записки ангела» (2009) долгое время лидировала на первой премии «НОС» 2009 года в интернет-голосовании (победителем стал сборник новелл Владимира Сорокина «Сахарный Кремль») и попала в лонг-лист. Короткие рассказы Виталия Сероклинова побеждали в украинском конкурсе малой прозы (в переводе на украинский язык), конкурсе сайта «Букник» и других небольших литературных конкурсах.
В сентябре 2010 года Виталий Сероклинов стал редактором отдела прозы журнала «Сибирские огни», с апреля 2011 года — заведующим отделом прозы, с декабря 2013-го по октябрь 2014 года был исполняющим обязанности главного редактора.
Будучи исполняющим обязанности главного редактора журнала «Сибирские огни», Сероклинов отличался более демократичным подходом к выбору авторов, чем его предшественник. Так, например, он стал первым, кто в мае 2014 года в течение двух недель после получения рукописи, опубликовал отрывок романа Гузели Яхиной «Зулейха открывает глаза», впоследствии получившего премию «Большая книга». До этого рукопись романа не взяло ни одно издательство и ни один журнал, в которые Яхина посылала «Зулейху». Писательница отмечала, что поступок редактора вдохновил её, а его оценка как специалиста была необходима.
Виталий Сероклинов — колумнист общероссийских и региональных изданий (в том числе в 2012—2014 годах интернет-газеты «Взгляд»), финалист и лауреат нескольких журналистских премий, популярный блогер, посол «Живого Журнала» (ЖЖ) в Новосибирске.